# Stadsbank van Lening (Amsterdam)

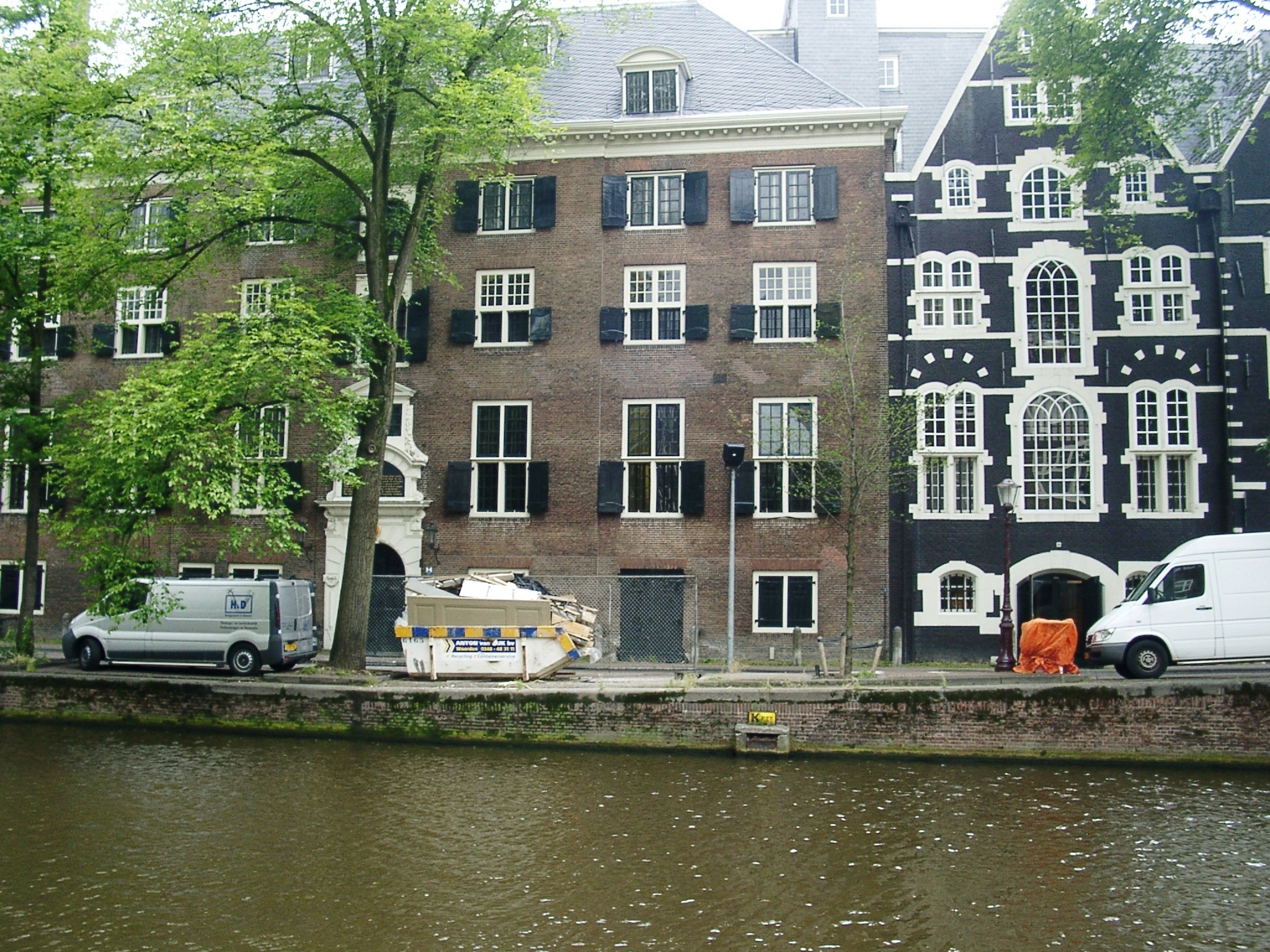
Stadsbank van Lening op de Oudezijds Voorburgwal

De Stadsbank van Lening is een Amsterdamse kredietbank, die is opgericht in 1614. De bank is een gemeentelijke instelling en is de oudste geldverstrekker van Amsterdam. In 2021 werkten ongeveer 50 mensen in drie filialen, de winkel en het veilinghuis.
De oudste vestiging, tevens het hoofdkantoor, bevindt zich tussen de Oudezijds Voorburgwal en de Nes, waarvoor destijds een voormalig klooster werd aangepast. In 1658 werd Vondel aangesteld als suppoost. Hij bleef ruim tien jaar in dienst en zijn "bureaustoel" is bewaard gebleven. In 1664 werd het naastgelegen pand bij de bank betrokken.
Naast de hoofvestiging zijn er filialen op het Bijlmerplein en Osdorpplein. Tot 2016 was er ook een filiaal aan de Albert Cuypstraat.

## Geschiedenis

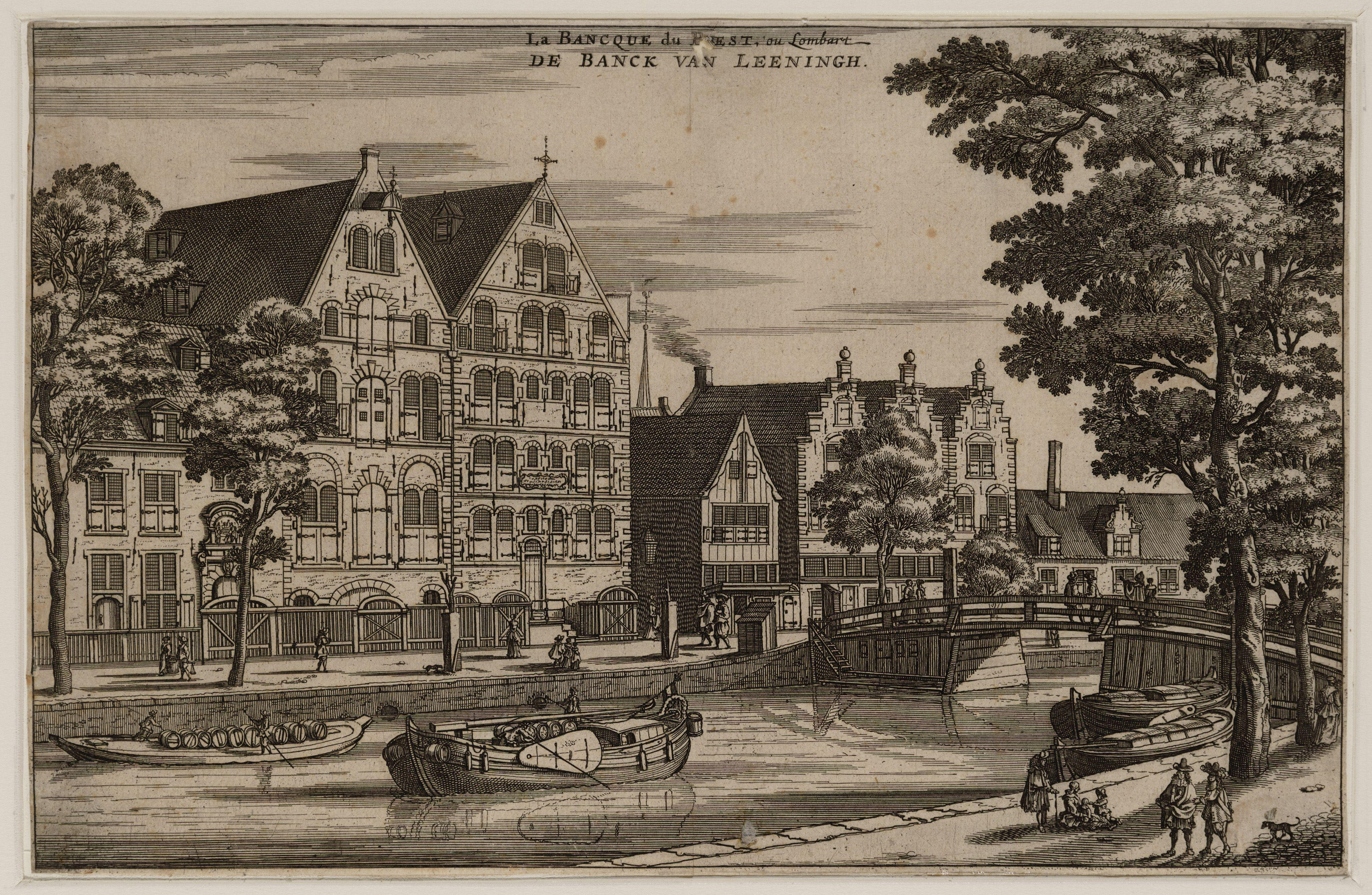
Afbeelding uit 1663 van de toenmalige bank van lening aan de Oudezijds Voorburgwal

De Stadsbank van Lening werd opgericht in 1614, nadat er in Amsterdam steeds meer woekerpraktijken plaatsvonden ten aanzien van het belenen van goederen. De bankmedewerkers die onderpanden aannamen en geld verstrekten, moesten schepenen der stad zijn geweest. Behalve goud, zilver en juwelen, mocht men vroeger ook kleding (vroeger een kostbaar goed) en allerlei koopwaar als onderpand aanbieden. Bij de opening van de bank bedroeg de rente 16 stuivers per maand voor elke 100 gulden bij het belenen van goederen met een waarde van 100 tot 475 gulden. Voor goederen met lagere of hogere waardes golden andere tarieven. 
In 1656 werd de rente met 20% verlaagd. Onderpanden die niet meer werden opgehaald, werden na 1 jaar en 6 weken geveild, waarbij de opbrengst toekwam aan de bank. De eigenaar had recht op de eventuele winst (minus rente) uit de geveilde verkoop. Die moest dan wel binnen een jaar geclaimd worden, anders ging het geld naar de armen.
De bank werd gevestigd in twee oudere gebouwen die zich aan de Nes (en Oudezijds Voorburgwal) bevonden: een turfpakhuis (het gebouw dichtst bij de Dam) en de noordvleugel van het voormalige Maria Magdalenaklooster, dat na de alteratie van 1578 haar functie verloor, en speciaal voor de bank werd verbouwd.

## Belenen
De Stadsbank van Lening biedt op een verantwoorde manier laagdrempelige inkomensondersteuning tegen gunstige voorwaarden. Zo kan er worden bijgedragen aan de preventie van (verdere) financiële problemen. Bij de Stadsbank van Lening wordt krediet verstrekt op basis van onderpand, volgens het systeem van de lommerd. De in onderpand te geven goederen betreft sieraden, goud, zilver, diamanten en horloges. Sinds 2016 is het niet meer mogelijk andere waardevolle artikelen te belenen. 
Een te belenen onderpand wordt door de medewerkers van de bank getaxeerd en er wordt een 'beleensom' van vastgesteld. De beleensom is het bedrag dat de pandgever van de bank ontvangt. Daarnaast ontvangt de pandgever een 'beleenovereenkomst', een papier waarop staat vermeld welk goed in pand is gegeven, de beleensom en de staantijd en andere details. De beleenovereenkomst en andere informatie is sinds 2021 ook online in te zien via het eigen klantportaal: Mijn Stadsbank van Lening. Klanten kunnen daar beleningen inzien en transacties uitvoeren. Mijn Stadsbank van Lening werkt met een persoonlijke login.
De staantijd van het onderpand is bepaald op negen maanden. Dat wil zeggen dat de pandgever binnen die negen maanden het recht heeft het onderpand terug te halen (te lossen), waarbij de beleensom en beleenvergoeding (de rente) moet worden betaald. De rente wordt per dag berekend en bedraagt op maandbasis 0,85 procent voor het totaal aan beleningen tot en met € 1.200,-  en 1,55 procent voor het totaal aan beleningen boven € 1.200,-. Ook kan de pandgever ervoor kiezen om na negen maanden alleen de rente te betalen, het zogenaamde verlengen (herbelenen), waarna de beleentermijn met negen maanden wordt verlengd.

## Veiling en winkel
Goederen die niet binnen de staantijd worden gelost worden verkocht op de veiling. Elke twee maanden worden veilingen georganiseerd, er worden sieraden geveild maar ook goederen uit gemeentelijke diensten. Er wordt alleen bij opbod verkocht. Goederen die niet op de veiling worden verkocht, worden in de winkel verkocht. Sinds 2021 vindt de veiling online plaats.

## Tekst boven de toegangspoort

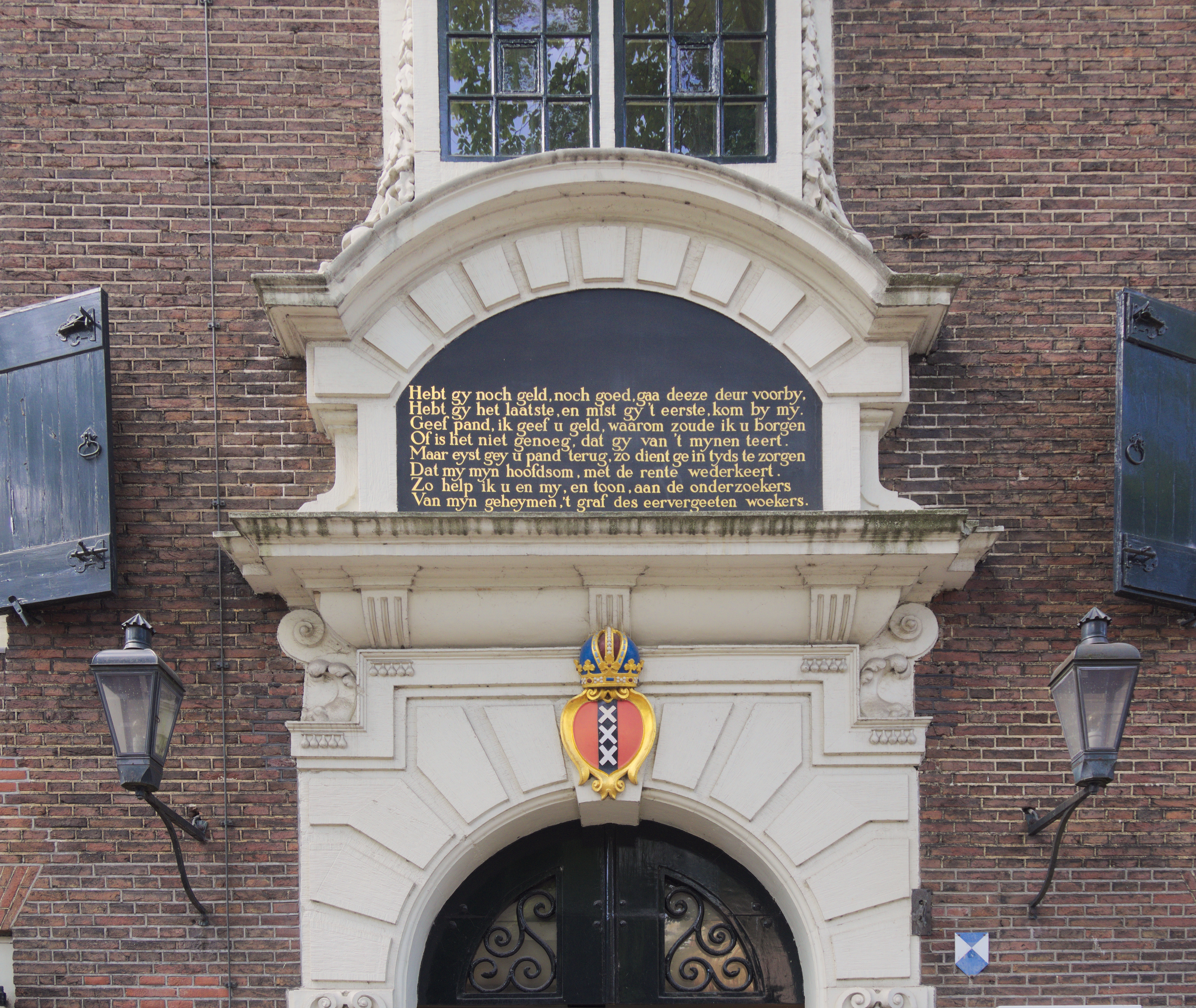
De poort aan de Oudezijds Voorburgwal

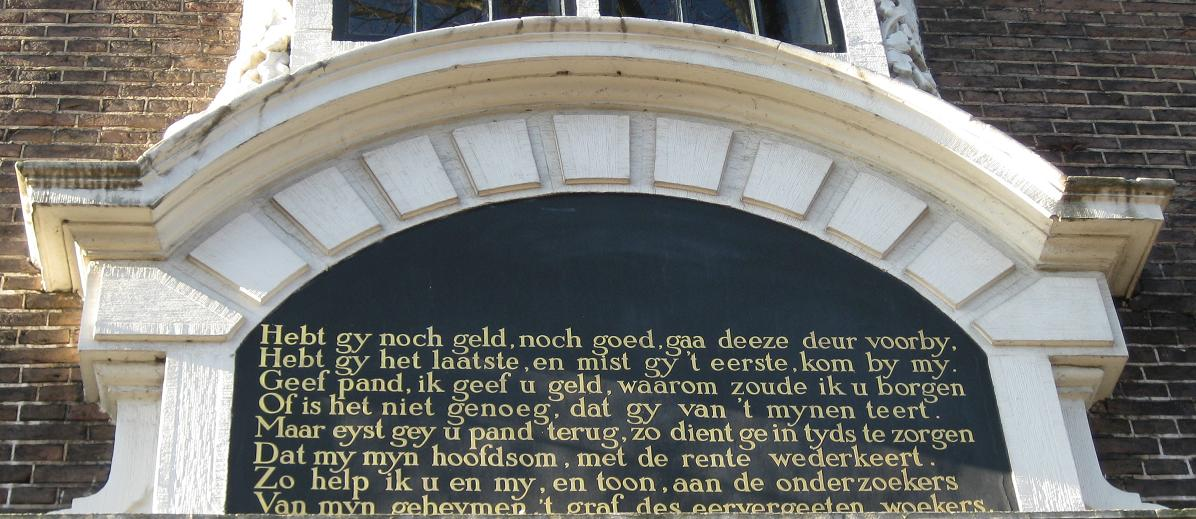
De tekst boven de ingang

Boven de toegangspoort van het nieuwere deel aan de Oudezijds Voorburgwal werd een door Balthazar Huydecoper in 1740 geschreven rijm geplaatst:

Hebt gy noch geld, noch goed: gaa deze deur voorby.

Hebt gy 't laatste, en mist gy 't eerste, kom by my.

Geef pand, ik geef u geld. waarom zoude ik u borgen?

Of is 't u niet genoeg dat gy van 't mynen teert?

Maart eyst gey u pand terug, zo dient ge in tyds te zorgen,

Dat my myn hoofdsom, met de rente wederkeert.

Zo help ik u en my, en toon, aan de onderzoekers

Van myn geheymen, 't graf des eervergeeten woekers.